# Fotodiodo
Un fotodiodo es un semiconductor  construido con una unión PN, sensible a la incidencia de la luz visible o infrarroja. Para que su funcionamiento sea correcto se polariza inversamente, con lo que se producirá una cierta circulación de corriente cuando sea excitado por la luz. Debido a su construcción, los fotodiodos se comportan como células fotovoltaicas, es decir, iluminados en ausencia de una fuente exterior de energía generan una corriente muy pequeña con el positivo en el ánodo y el negativo en el cátodo.
El envoltorio de un fotodiodo permite que la luz (o la radiación infrarroja o ultravioleta, o los rayos X) llegue a la parte sensible del dispositivo. El paquete puede incluir lentes o filtros ópticos. Los dispositivos diseñados especialmente para su uso como fotodiodo utilizan una unión PIN en lugar de una unión p-n, para aumentar la velocidad de respuesta. Los fotodiodos suelen tener un tiempo de respuesta más lento a medida que aumenta su superficie.  Un fotodiodo está diseñado para funcionar en polarización inversa. Una célula solar utilizada para generar energía solar eléctrica es un fotodiodo de gran superficie.
Los fotodiodos se utilizan en instrumentos científicos e industriales para medir la intensidad de la luz, ya sea por sí misma o como medida de alguna otra propiedad (densidad del humo, por ejemplo). Un fotodiodo puede utilizarse como receptor de datos codificados en un haz de infrarrojos, como en los mandos a distancia domésticos. Los fotodiodos pueden utilizarse para formar un optoacoplador, que permite la transmisión de señales entre circuitos sin una conexión metálica directa entre ellos, lo que permite aislarlos de las diferencias de alta tensión. 

## Principio de operación
Un fotodiodo es una unión PN o estructura P-I-N. Cuando un haz de luz de suficiente energía incide en el diodo, excita un electrón dándole movimiento y crea un hueco con carga positiva. Si la absorción ocurre en la zona de agotamiento de la unión, o a una distancia de difusión de él, estos portadores son retirados de la unión por el campo de la zona de agotamiento, produciendo una fotocorriente. 
Un fotodiodo será sensible únicamente a una longitud de onda de la luz incidente. Cuál sea esa longitud de onda dependerá del que se conoce como gap energético del dispositivo. Dado que la energía es igual a la constante de Planck por la frecuencia del fotón incidente (E=h·f), es sencillo ver la relación. Únicamente los fotones con la energía adecuada como para hacer pasar un electrón de la banda de valencia a la banda de conducción (generándose así la corriente) serán adecuados para la tarea.
Al objeto de ser utilizado de acuerdo a este fin, el fotodiodo debe ser polarizado en inversa (mayor tensión en el cátodo que en el ánodo). Se producirá un aumento de la circulación de corriente cuando el diodo es excitado por la luz incidente sobre él. En ausencia de luz la corriente presente es muy pequeña y recibe el nombre de corriente de oscuridad. De esa manera, puede calcularse la intensidad de luz que incide sobre el fotodiodo conociendo el valor de la corriente en inversa que por él circula. Bastará con restar a dicha corriente el calor de la corriente de oscuridad y dividir entre la sensibilidad del dispositivo para hacerlo.
Fotodiodos de avalancha Tienen una estructura similar, pero trabajan con voltajes inversos mayores. Esto permite a los portadores de carga fotogenerados ser multiplicados en la zona de avalancha del diodo, resultando en una ganancia interna, que incrementa la respuesta del dispositivo.
Todas estas características pueden encontrarse en el manual del fabricante.

## Composición
El material empleado en la composición de un fotodiodo es un factor crítico para definir sus propiedades. Suelen estar compuestos de silicio, sensible a la luz visible (longitud de onda de hasta 1µm); germanio para luz infrarroja (longitud de onda hasta aprox. 1,8 µm ); o de cualquier otro material semiconductor. 
La sensibilidad de estos materiales se puede expresar con un parámetro llamado "responsividad", la cual expresa la cantidad de corriente eléctrica generada con respecto a la potencia de la luz que incide sobre el material (Io=R.Po). Este valor varía con respecto a la longitud de onda de la luz incidente y basándonos en medidas y experimentos, se ha conocido en qué longitudes de onda los materiales son más eficientes. 
| Material                      | Longitud de onda (nm) |
| ----------------------------- | --------------------- |
| Silicio                       | 190–1100              |
| Germanio                      | 800–1900              |
| Indio galio arsénico (InGaAs) | 800–2600              |
| sulfuro de plomo              | <1000-3900            |

También es posible la fabricación de fotodiodos para su uso en el campo de los infrarrojos medios (longitud de onda entre 5 y 20 µm), pero estos requieren refrigeración por nitrógeno líquido.
Antiguamente se fabricaban exposímetros con un fotodiodo de selenio de una superficie amplia.

## Uso
Los fotodiodos P-n se utilizan en aplicaciones similares a las de otros fotodetectores, como los fotoconductores, los dispositivos de carga acoplada (CCD) y los tubos fotomultiplicadores. Pueden utilizarse para generar una salida que depende de la iluminación (analógica para medición), o para cambiar el estado de los circuitos (digital, ya sea para control y conmutación o para procesamiento digital de señales). Se los usa en sistemas de fibra óptica, 
Los fotodiodos se utilizan en dispositivos de electrónica de consumo como reproductores de discos compactos (recuperando la información grabada en el surco del CD transformando la luz del haz láser reflejada en el mismo en impulsos eléctricos para ser procesados por el sistema y obtener como resultado los datos grabados.), detectores de humo, dispositivos médicos y los receptores para dispositivos de control remoto por infrarrojos utilizados para controlar equipos desde televisores hasta aparatos de aire acondicionado. Para muchas aplicaciones se pueden utilizar fotodiodos o fotoconductores. Cualquiera de los dos tipos de fotosensores puede utilizarse para medir la luz, como en los medidores de luz de las cámaras, o para responder a los niveles de luz, como en el encendido del alumbrado público cuando oscurece.
Los fotosensores de todos los tipos pueden utilizarse para responder a la luz incidente o a una fuente de luz que forme parte del mismo circuito o sistema. A menudo, un fotodiodo se combina en un único componente con un emisor de luz, normalmente un diodo emisor de luz (LED), ya sea para detectar la presencia de una obstrucción mecánica al haz (interruptor óptico de ranura) o para acoplar dos circuitos digitales o analógicos manteniendo un aislamiento eléctrico extremadamente alto entre ellos, a menudo por seguridad (optoacoplador). La combinación de LED y fotodiodo también se utiliza en muchos sistemas de sensores para caracterizar diferentes tipos de productos basándose en su absorbancia óptica.
Los fotodiodos se utilizan a menudo para medir con precisión la intensidad de la luz en la ciencia y la industria. Generalmente tienen una respuesta más lineal que los fotoconductores.
También se utilizan ampliamente en diversas aplicaciones médicas, como detectores para tomografía computarizada (acoplados a centelleadores), instrumentos para analizar muestras (inmunoensayo) y oxímetro de pulsos.
Los diodos PINs son mucho más rápidos y sensibles que los diodos de unión p-n, por lo que se utilizan a menudo para comunicación ópticas y en la regulación de la iluminación.
Los fotodiodos P-n no se utilizan para medir intensidades de luz extremadamente bajas. En cambio, si se necesita una alta sensibilidad, se utilizan fotodiodos de avalancha, dispositivos de acoplamiento de carga intensificada o tubos fotomultiplicadores para aplicaciones como astronomía, espectroscopia, equipos de visión nocturna y telémetros láser.

### Comparación con fotomultiplicadores
Ventajas en comparación con fotomultiplicadores:
1. Excelente linealidad de la corriente de salida en función de la luz incidente
2. Respuesta espectral de 190 nm a 1100 nm (silicio), longitudes de onda más largas con otros materiales semiconductores
3. Ruido bajo
4. Robusto a la tensión mecánica
5. Bajo costo
6. Compacto y ligero
7. Larga vida útil
8. Alta eficiencia cuántica, típicamente 60–80%[4]
9. No se requiere alto voltaje
10. A diferencia del LDR , el fotodiodo responde a los cambios de oscuridad a iluminación y viceversa con mucha más velocidad, y puede utilizarse en circuitos con tiempo de respuesta más pequeño.

Desventajas en comparación con los fotomultiplicadores:
1. Área pequeña
2. Sin ganancia interna (excepto fotodiodo de avalancha, pero su ganancia suele ser 102–103 en comparación con 105- 108 para el fotomultiplicador)
3. Sensibilidad general mucho más baja
4. El conteo de fotones solo es posible con fotodiodos especialmente diseñados, generalmente enfriados, con circuitos electrónicos especiales
5. El tiempo de respuesta para muchos diseños es más lento
6. efecto latente

### Fotodiodo anclado
El fotodiodo anclado (PPD) tiene un implante poco profundo (P+ o N+) en una capa de difusión de tipo N o tipo P, respectivamente, sobre una capa de sustrato de tipo P o tipo N (respectivamente), de modo que la capa de difusión intermedia puede estar completamente agotado de acarreos mayoritarios, como la región base de un transistor de unión bipolar. El PPD (generalmente PNP) se usa en el sensor de píxeles activos CMOS; En 1975, Sony inventó una variante NPN precursora con una capa N superior sincronizada para su uso en sensores de imagen CCD.
Los primeros dispositivos sensores de imagen de carga acoplada sufrían de retraso de obturación. Esto se resolvió en gran medida con la invención del fotodiodo fijo. Fue inventado por Nobukazu Teranishi, Hiromitsu Shiraki y Yasuo Ishihara en NEC en 1980. Reconocieron que el retraso puede eliminarse si los portadores de señal pueden transferirse del fotodiodo al CCD. Esto condujo a su invención del fotodiodo anclado, una estructura de fotodetector con bajo retardo, bajo ruido, alta eficiencia cuántica y baja corriente oscura. Fue informado públicamente por primera vez por Teranishi e Ishihara con A. Kohono, E. Oda y K. Arai en 1982, con la adición de una estructura antifloración. La nueva estructura del fotodetector inventada en NEC recibió el nombre de "fotodiodo con pines" (PPD) por B.C. Burkey en Kodak en 1984. En 1987, el PPD comenzó a incorporarse en la mayoría de los sensores CCD, convirtiéndose en un accesorio en las electrónica de consumo videocámaras y luego en las cámaras fijas digitales.
En 1994, Eric Fossum, mientras trabajaba en el Laboratorio de Propulsión a Chorro (JPL) de la NASA, propuso una mejora del sensor CMOS: la integración del fotodiodo con patillas. Un sensor CMOS con tecnología PPD fue fabricado por primera vez en 1995 por un equipo conjunto del JPL y Kodak que incluía a Fossum junto con P.P.K. Lee, R.C. Gee, R.M. Guidash y T.H. Lee. Desde entonces, el PPD se ha utilizado en casi todos los sensores CMOS. El sensor CMOS con tecnología PPD fue perfeccionado por R.M. Guidash en 1997, K. Yonemoto y H. Sumi en 2000, e I. Inoue en 2003. Esto llevó a los sensores CMOS a conseguir un rendimiento de imagen equiparable al de los sensores CCD y, más tarde, superior al de los sensores CCD.

## Investigación
La investigación a nivel mundial en este campo se centra (en torno a 2005) especialmente en el desarrollo de células solares económicas, miniaturización y mejora de los sensores CCD y CMOS, así como de fotodiodos más rápidos y sensibles para su uso en telecomunicaciones con fibra óptica.
Desde 2005 existen también semiconductores orgánicos. La empresa NANOIDENT Technologies fue la primera en el mundo en desarrollar un fotodetector orgánico, basado en fotodiodos orgánicos.

## Respuesta espectral de los fotodiodos de silicio
Se describen fotodetectores de silicio con una respuesta espectral definida por el diseño. Para ello, se aprovechan las modernas tecnologías de micromecanizado en general, así como dos propiedades del fotodetector de silicio integrado en particular. En primer lugar, se aprovecha la dependencia de la longitud de onda del coeficiente de absorción. En segundo lugar, se aprovecha el hecho de que el filtro de interferencia multicapa en la unión pn se desarrolla mediante el procesamiento de una oblea de silicio. El índice de refracción del complejo de silicio, n * = n - jk, depende de la longitud de onda en la parte perceptible del espectro debido a una brecha de banda indirecta a 1,12 eV y a la posibilidad de una transición directa a 3,4 eV, que hace que el material absorba en gran medida la radiación ultravioleta y actúe también prácticamente como un material transparente para longitudes de onda superiores a 800 nm. Este mecanismo permite el diseño de sensores de color y también de fotodiodos con respuesta discernible en el conjunto IR o UV. La transmisión de la luz del evento con una pila superficial de películas delgadas al silicio volumétrico depende de la longitud de onda. La necesaria compatibilidad con los procesos microelectrónicos convencionales en el silicio limita la gama de materiales ideales a los materiales compatibles con el silicio utilizados tradicionalmente para la fabricación de circuitos integrados. Se proporcionan datos precisos sobre: Si cristalino, SiO2 crecido térmicamente, polisilicio LPCVD, nitruro de silicio (de baja pérdida y estequiométrico) y también óxidos (LTO, PSG, BSG, BPSG), oxinitruros PECVD, así como metales de película delgada para aumentar la calidad predictiva de la simulación. En el caso de un microespectrómetro completo, se suelen utilizar acciones de micromecanizado para fabricar el componente de difusión. Se presentan dispositivos que funcionan en el espectro visible o infrarrojo basados en una rejilla Fabry-Perot o en un etalón.

## Dispositivos relacionados
Un fotodiodo de avalancha posee una estructura optimizada para operar con alto sesgo inverso, acercándose a la tensión de ruptura inversa. Esto permite que cada portadora foto-generada se multiplique por ruptura de avalancha, dando lugar a una ganancia interna dentro del fotodiodo, lo que aumenta la responsividad efectiva del dispositivo.

Símbolo electrónico de un fototransistor.

Un fototransistor es un transistor sensible a la luz. Un tipo común de fototransistor, el fototransistor bipolar, es en esencia un transistor bipolar encerrado en una caja transparente para que la luz pueda alcanzar la unión p-n base-colector. Fue inventado por el Dr. John N. Shive (más famoso por su máquina de ondas) en los Laboratorios Bell en 1948,: 205  pero no se anunció hasta 1950.
Los electrones que generan los fotones en la unión base-colector se inyectan en la base, y esta corriente de fotodiodo se amplifica mediante la ganancia de corriente β del transistor (o hfe). Si se utilizan los conductores de base y colector y se deja el emisor sin conectar, el fototransistor se convierte en un fotodiodo. Aunque los fototransistores tienen una mayor responsividad para la luz, no son capaces de detectar niveles bajos de luz mejor que los fotodiodos. Los fototransistores también tienen tiempos de respuesta significativamente más largos. Otro tipo de fototransistor, el fototransistor de efecto de campo (también conocido como fotoFET), es un transistor de efecto de campo sensible a la luz. A diferencia de los transistores fotobipolares, los fotoFET controlan la corriente de drenaje-fuente creando una tensión de puerta.
Un solaristor es un fototransistor sin puerta de dos terminales. Una clase compacta de fototransistores de dos terminales o solaristores ha sido demostrada en 2018 por investigadores del Instituto Catalán de Nanociencia y Nanotecnología (ICN2). El novedoso concepto es un dispositivo dos en uno de fuente de energía más transistor que funciona con energía solar aprovechando un efecto memresistivo en el flujo de portadores fotogenerados.